# Сорокино (Судогодский район)
Сорокино — деревня в Судогодском районе Владимирской области России, входит в состав Муромцевского сельского поселения.

## География
Деревня расположена в 8 км на запад от райцентра города Судогда. 

## История
В XIX — первой четверти XX века деревня входила в состав Бережковской волости Судогодского уезда, с 1926 года — в составе Судогодской волости Владимирского уезда. В 1859 году в деревне числилось 15 дворов, в 1905 году — 28 дворов, в 1926 году — 32 дворов.
С 1929 года деревня входила в состав Костинского сельсовета Судогодского района, с 1940 года — в составе Афонинского сельсовета, с 1954 года — в составе Судогодского сельсовета, с 1979 года — в составе Беговского сельсовета, с 2005 года — в составе Муромцевского сельского поселения.

## Население
| 1859 | 1905 | 1926 | 2002 |
| ---- | ---- | ---- | ---- |
| 108  | 164  | 145  | 0    |

| 1859 | 1905 | 1926 | 1959 | 1970 | 1979 | 1983 |
| ---- | ---- | ---- | ---- | ---- | ---- | ---- |
| 108  | ↗164 | ↘145 | ↘83  | ↘32  | ↘10  | ↘6   |
| 2002 | 2010 | 2021 |      |      |      |      |
| ↘0   | ↗2   | ↘0   |      |      |      |      |